# Bofla (manzana)
Bofla es el nombre de una variedad cultivar de manzano (Malus domestica). Esta manzana está cultivada en la colección de la Estación Experimental Aula Dei (Zaragoza) con nº de accesión "3418". Es originaria de la Comunidad autónoma de La Rioja, actualmente ha decaído su cultivo de interés comercial, en detrimento del cultivo de variedades selectas foráneas.

## Sinónimos
- "Manzana Bofla".[6]

## Historia
'Bofla' es de origen desconocido, se la considera autóctona de la comunidad autónoma de La Rioja.
'Bofla' está considerada incluida en las variedades locales autóctonas muy antiguas, cuyo cultivo se centraba en comarcas muy definidas. Se caracterizaban por su buena adaptación a sus ecosistemas y podrían tener interés genético en virtud de su adaptación. Se encontraban diseminadas por todas las regiones fruteras españolas, aunque eran especialmente frecuentes en la España húmeda. Estas se podían clasificar en dos subgrupos: de mesa y de sidra (aunque algunas tenían aptitud mixta).
'Bofla' es una variedad clasificada como de mesa; difundido su cultivo en el pasado por los viveros comerciales y cuyo cultivo en la actualidad se ha reducido a huertos familiares y jardines privados.

## Características
El manzano de la variedad 'Bofla' tiene un vigor medio; porte desplegado, con tamaño de las hojas pequeño; tubo del cáliz ancho o mediano, triangular o alargado en forma de cono o de embudo con tubo largo, y con los estambres insertos medios. Tiene un inicio de floración muy tardío que comienza a partir del 16 de mayo con el 10% de floración, duración de la floración larga, así para el 22 de mayo tiene una floración completa (80%), y para el 27 de mayo tiene un 90% de caída de pétalos.
La variedad de manzana 'Bofla' tiene un fruto de tamaño grande; forma abierta globosa cónica, con contorno irregular, oblongo o elíptico, casi siempre rebajado de un lado; piel lisa, levemente untuosa; con color de fondo amarillo, importancia del sobre color ausente, con un punteado espaciado, ruginoso o blanco, y con una sensibilidad al "russeting" (pardeamiento áspero superficial que presentan algunas variedades) débil; pedúnculo largo, fino, anchura de la cavidad peduncular media, profundidad cavidad pedúncular poco profunda, con fondo verde, bordes irregulares, a veces de tangente inclinada, con frecuencia aparecen unas depresiones desde el fondo, y con una importancia del "russeting" en cavidad peduncular débil; anchura de la cavidad calicina mediana, profundidad de la cavidad calicina poco profunda, bordes lisos, importancia del "russeting" en cavidad calicina ausente; ojo pequeño, cerrado o entreabierto; sépalos cortos y triangulares, con las puntas vueltas hacia fuera.
Carne de color blanco; textura con firmeza dura, jugosa; contenido en azúcares medio sabor dulce, acidez baja, perfumada, buena; corazón pequeño, bulbiforme, levemente marcado por las líneas del corazón. Eje abierto o solamente agrietado. Celdas pequeñas; semillas pequeñas.
La manzana 'Bofla' tiene una época de maduración y recolección tardía, su recolección se lleva a cabo a mediados de octubre, en La Rioja. Se usa como manzana de mesa fresca. Aguanta conservación en frío hasta cuatro meses.